# Equipe eslovaca na Copa Davis
A equipe eslovaca na Copa Davis representa a Eslováquia na Copa Davis, principal competição de tênis masculina por equipes do mundo. É administrada pela Slovak Tennis Association.